# 官屯堡乡
官屯堡乡，是中华人民共和国内蒙古自治区乌兰察布市丰镇市下辖的一个乡镇级行政单位。

## 行政区划
官屯堡乡下辖以下地区：
元山子村、沙沟沿村、巴音图村、忻州窑村、满州窑村、大庄科村、盂县营村、土堡村、大东沟村和小庄旺村。